# Gesundheitsministerium von Palästina
Das Gesundheitsministerium von Palästina (arabisch وزارة الصحة, DMG Wizārat aṣ-Ṣiḥḥa; englisch Ministry of Health, abgekürzt MOH) ist eine Behörde des Staates Palästina. Es hat seinen Hauptsitz bzw. ersten Dienstsitz in der Stadt Ramallah. Nach der Machtübernahme im Gazastreifen durch die Hamas hat diese auch die dortige Verwaltung übernommen und ihren Sitz in der Stadt Gaza.
Ministerin in der Regierung Schtajjeh I ist seit dem 8. Dezember 2021 Mai al-Kaila von der Fatah Partei.
Bis zum 29. Dezember 2012 hieß das Ministerium Ministry of Health of the Palestinian National Authority. An diesem Datum votierten die Vereinten Nationen für eine Aufwertung Palästinas zu einem Staat ohne formellen Mitgliedsstatus.

## Geschichte

### Gesundheitsminister derPalestinian National Authority
1993 kam es zum Oslo-Friedensprozess in dessen Verlauf am 4. Mai 1994 das Gaza-Jericho-Abkommen unterzeichnet wurde. Hierin wurde den Palästinensern erstmals selbstverwaltetes Gebiet zugesprochen. 
Dr. Hani Adbeen, der 9. Gesundheitsminister der Palästinensischen Autonomiebehörde, wurde im Dezember 2012 der erste Gesundheitsminister des Staates Palästina.

### alternativerGesundheitsminister für den Gazastreifen
Seit 2007 ist unter der Führung der Hamas auch ein alternativer Gesundheitsminister für den Gazastreifen in Gaza Stadt tätig.

## Gesundheitsminister
Das Folgende ist die Liste der Gesundheitsminister der Palästinensischen Autonomiebehörde:
- Mai Al-Kaila (vom 05.06.2013 bis fortlaufend)
- Hani Abdeen (vom 16.05.2012 bis 05.06.2013)
- Fathi Abumoghli (vom 17.06.2007 bis 13.05.2012)
- Rodwan Akhras (vom 17.03.2007 bis 14.06.2007)
- Basem Naem (vom 29.03.2006 bis 17.03.2007)
- Thehny Wuhaidi (vom 24.02.2005 bis 27.03.2006)
- Jawad Tibi (vom 07.10.2003 bis 23.02.2005)
- Kamal Shrafi (vom 30.04.2003 bis 05.09.2003)
- Ahmad Shibi (vom 29.10.2002 bis 29.04.2003)
- Riyad Zanoun (vom 05.03.1994 bis 28.10.2002)

## Gesundheitsminister für den Gazastreifen
Das Folgende ist die Liste der Gesundheitsminister des Gazastreifens; ein alternatives palästinensisches Gesundheitsministerium unter der Leitung der Hamas Regierung im Gazastreifen.
Mufiz al-Makhalati ersetzte Basem Naim, welcher während der ersten Hamas-Regierung Minister war.
| # | Name | Partei | Amtszeit       |
| - | --- | ------ | -------------- |
| 1 | Basem Naim (Mitglied von Ismail Haniyas Regierung, welche die De-facto-Kontrolle über den Gazastreifen im Juni 2007 übernahm) | Hamas  | 2007–2009      |
| 2 | Mufiz al-Makhalalati (Mitglied der zweiten Hamas-Regierung)                                                                   | Hamas  | April 2009–(?) |
| 3 | Medhat Abbas | Hamas  | seit 2023      |